# Vassili Kossiakov
Vassili Antonovitch Kossiakov (en russe : Василий Антонович Косяков), né en 1862 et décédé en 1921, est un architecte russe, chantre de l'architecture néorusse et de l'architecture néo-byzantine en Russie impériale.

## Carrière
Il termine l'école du génie civil de Saint-Pétersbourg en 1885 dans la classe de Nikolaï Soultanov (ru). Il y enseigne à partir de 1888 et en devient le directeur de 1905 à sa mort.
Ses styles de prédilection, comme son maître Soultanov, sont le style néobyzantin et le style néorusse. Il répand le style d'église à une coupole et quatre absides dans la lignée de David Grimm et de Roman Kouzmine qui est en vogue depuis les années 1850. Son premier projet personnel est celui de l'église du port des Galères de Saint-Pétersbourg commencée en 1889. Ses frères Gueorgui et Vladimir furent également ingénieurs civils et architectes.
Il est enterré au cimetière de Novodiévitchi de Saint-Pétersbourg.

## Quelques œuvres

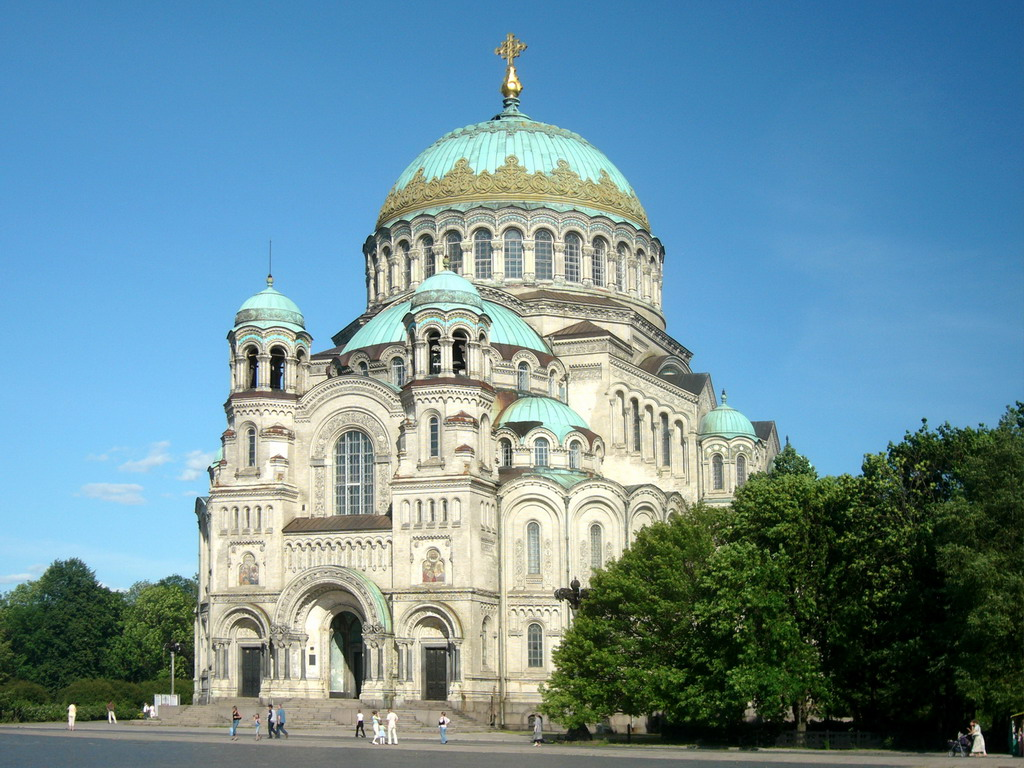
Collégiale navale de Kronstadt.

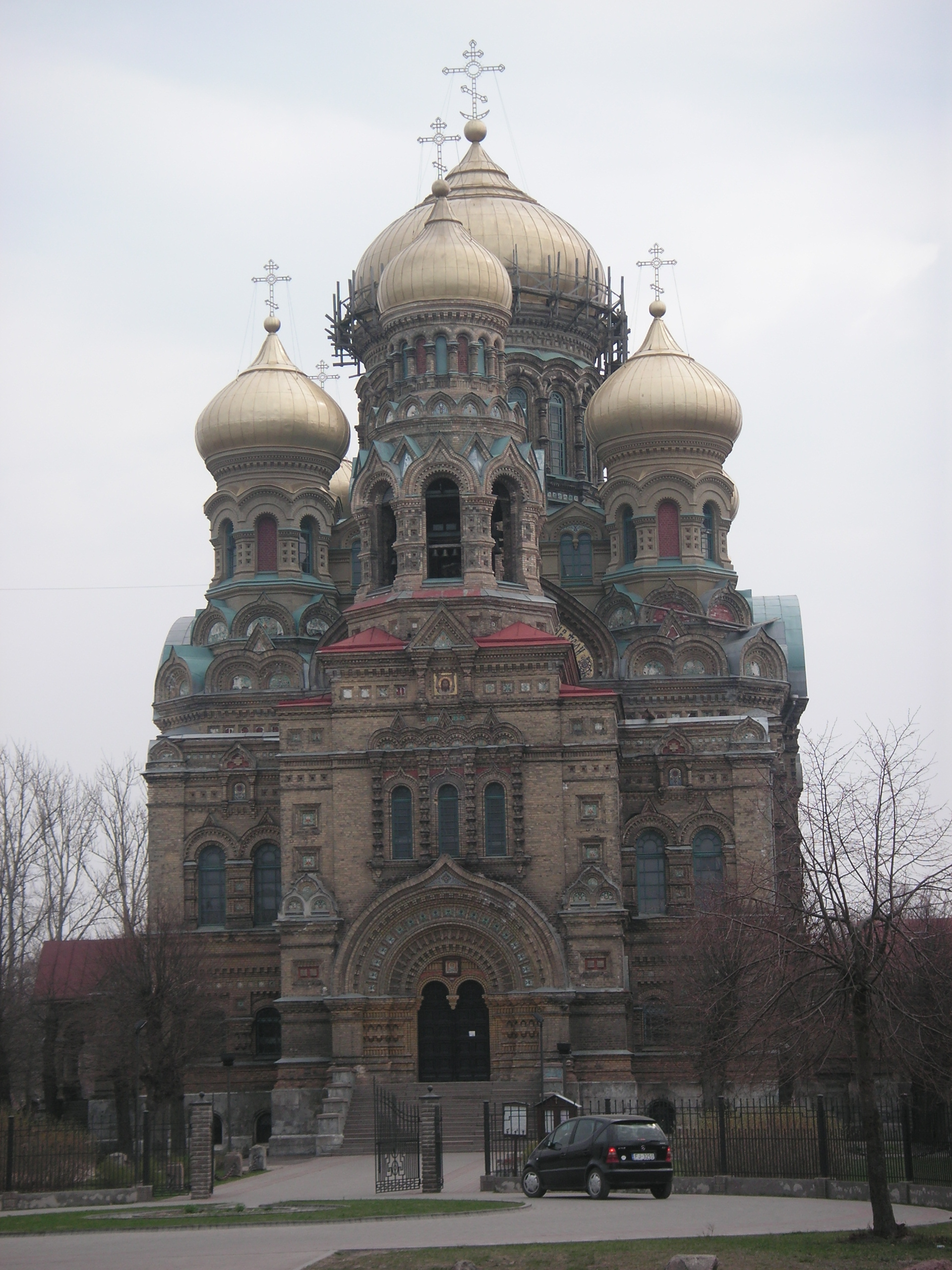
Collégiale navale du port Alexandre-III (aujourd'hui quartier de Karosta, à Liepāja).

- Église Saint-Pierre-et-Saint-Paul de Peterhof, en tant qu'assistant de Soultanov, 1888-1895
- Église Notre-Dame-de-la-Miséricorde du port des Galères de Saint-Pétersbourg, 1889-1898
- Église de l'Épiphanie de Saint-Pétersbourg, 1889-1899
- Réaménagement du Premier gymnasium classique de Saint-Pétersbourg, 1894-1895
- Cathédrale Saint-Vladimir d'Astrakhan, 1895-1902
- Église de l'Assomption de Saint-Pétersbourg (quai du lieutenant Schmidt), 1895-1897
- Immeuble de rapport au 18 de la rue du 7e de l'Armée Rouge
- Église de la Sainte-Trinité de Gora-Valdaï (oblast de Léningrad), 1899-1903
- Collégiale navale Saint-Nicolas du port Alexandre III de Libau (Libava en russe, aujourd'hui Liepāja), 1900-1903
- Église Saint-Nicolas des usines Poutilov de Saint-Pétersbourg (transformée sous l'ère soviétique), 1901-1906
- Collégiale navale de Kronstadt, 1902-1914
- Église Notre-Dame-de-Kazan du monastère Saint-Valaam de Saint-Pétersbourg, 1904-1910
- Église Saint-Nicolas de l'hôpital naval de Kronstadt, 1905
- Église Saint-Nicolas de Sablino dans les environs de Saint-Pétersbourg, 1906-1908
- Église Saint-Alexandre-Nevski de Krasnoïe Selo, 1907
- Église Notre-Dame-de-Kazan du monastère de la Résurrection de Novodiévitchi de Saint-Pétersbourg, 1908-1912
- Collégiale du Sauveur du village de Koukoboï, près de Samara, 1909-1912
- Assemblée de la noblesse, à l'angle de la rue Italienne et de la rue Malaïa Sadovaïa, Saint-Pétersbourg
- Datcha Kossiakov à Sestroretsk, près de Saint-Pétersbourg, 1909

## Illustrations

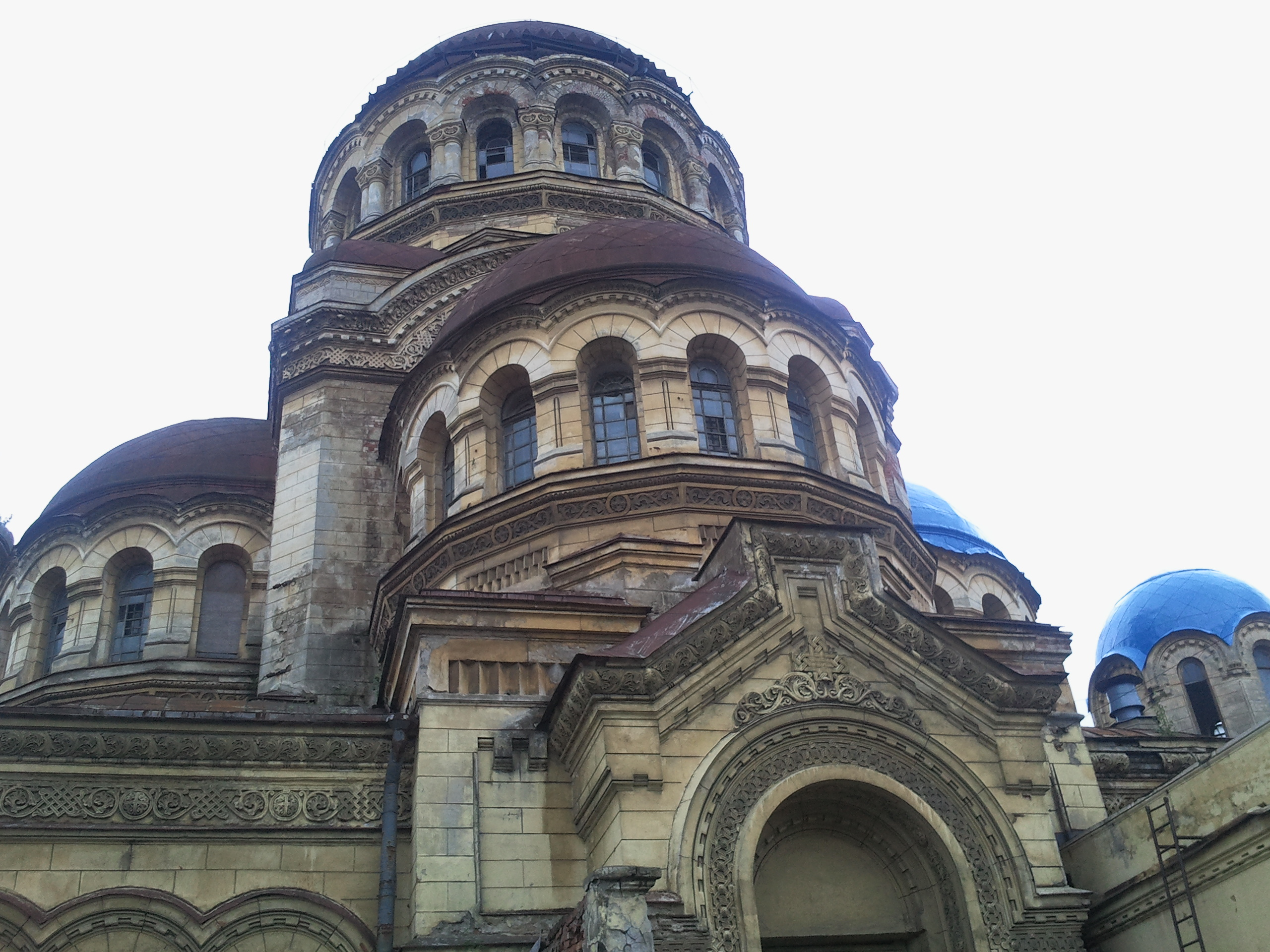
Coupole de l'église Notre-Dame-de-la-Miséricorde de Saint-Pétersbourg.
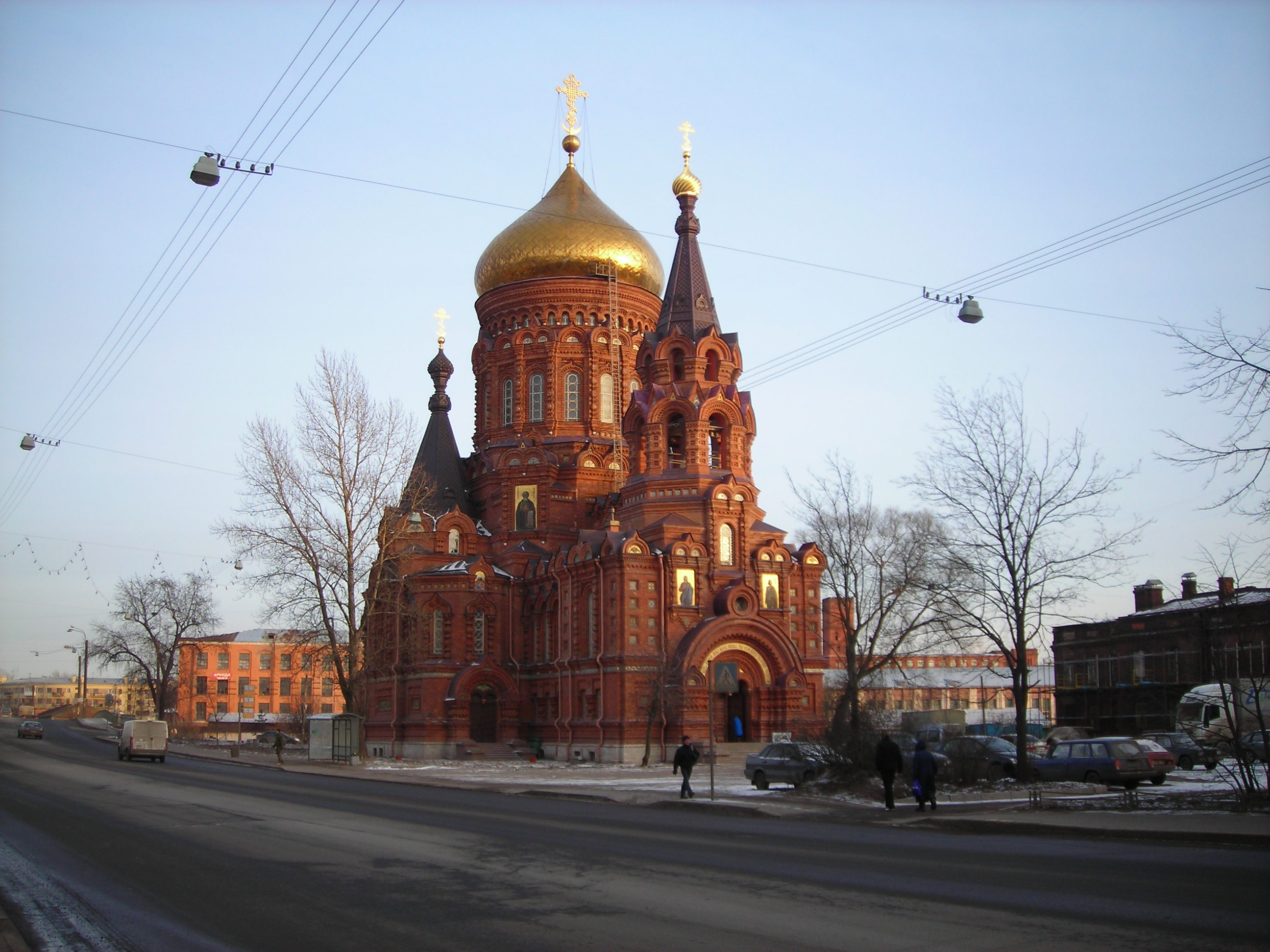
Vue de l'église de l'Épiphanie de Saint-Pétersbourg.
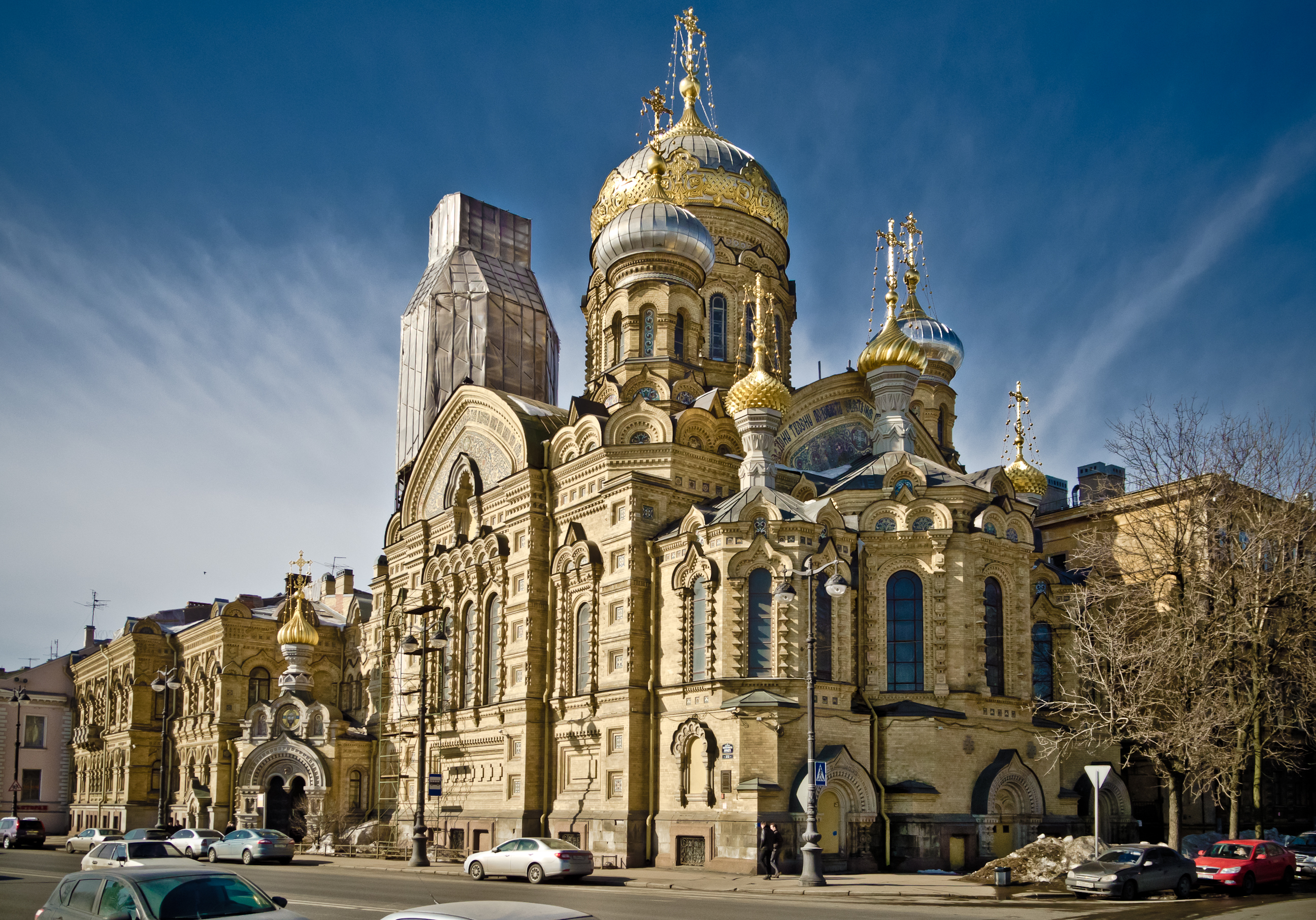
Vue de l'église de l'Assomption de Saint-Pétersbourg.
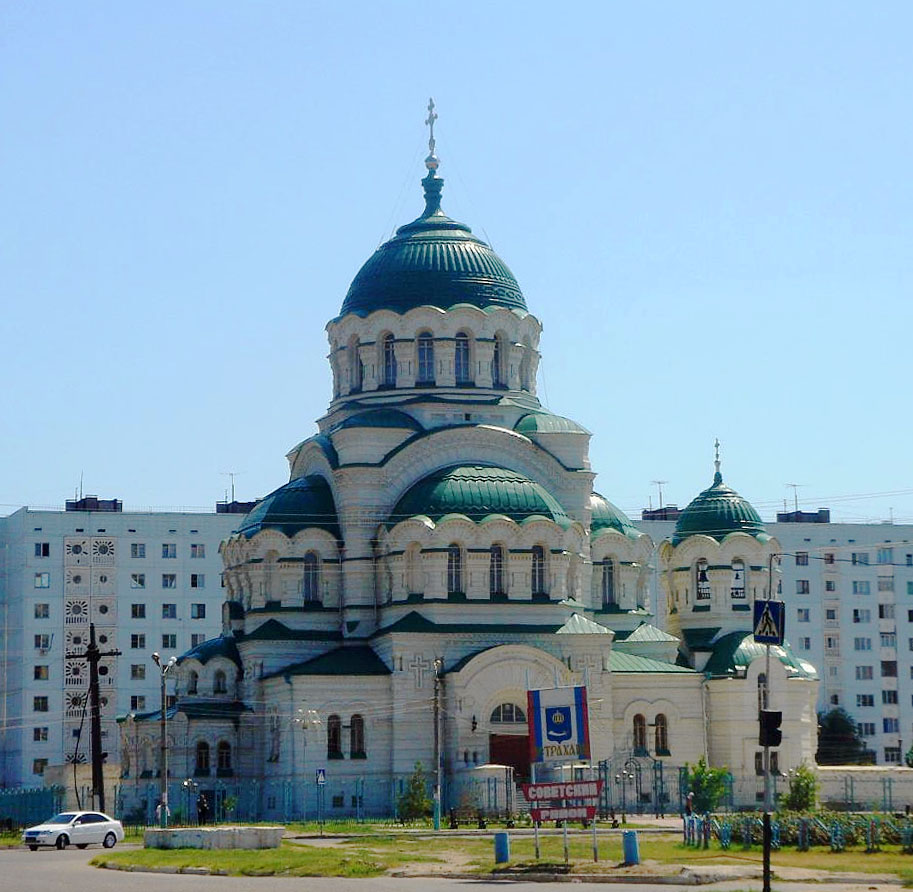
Vue de la cathédrale Saint-Vladimir d'Astrakhan.
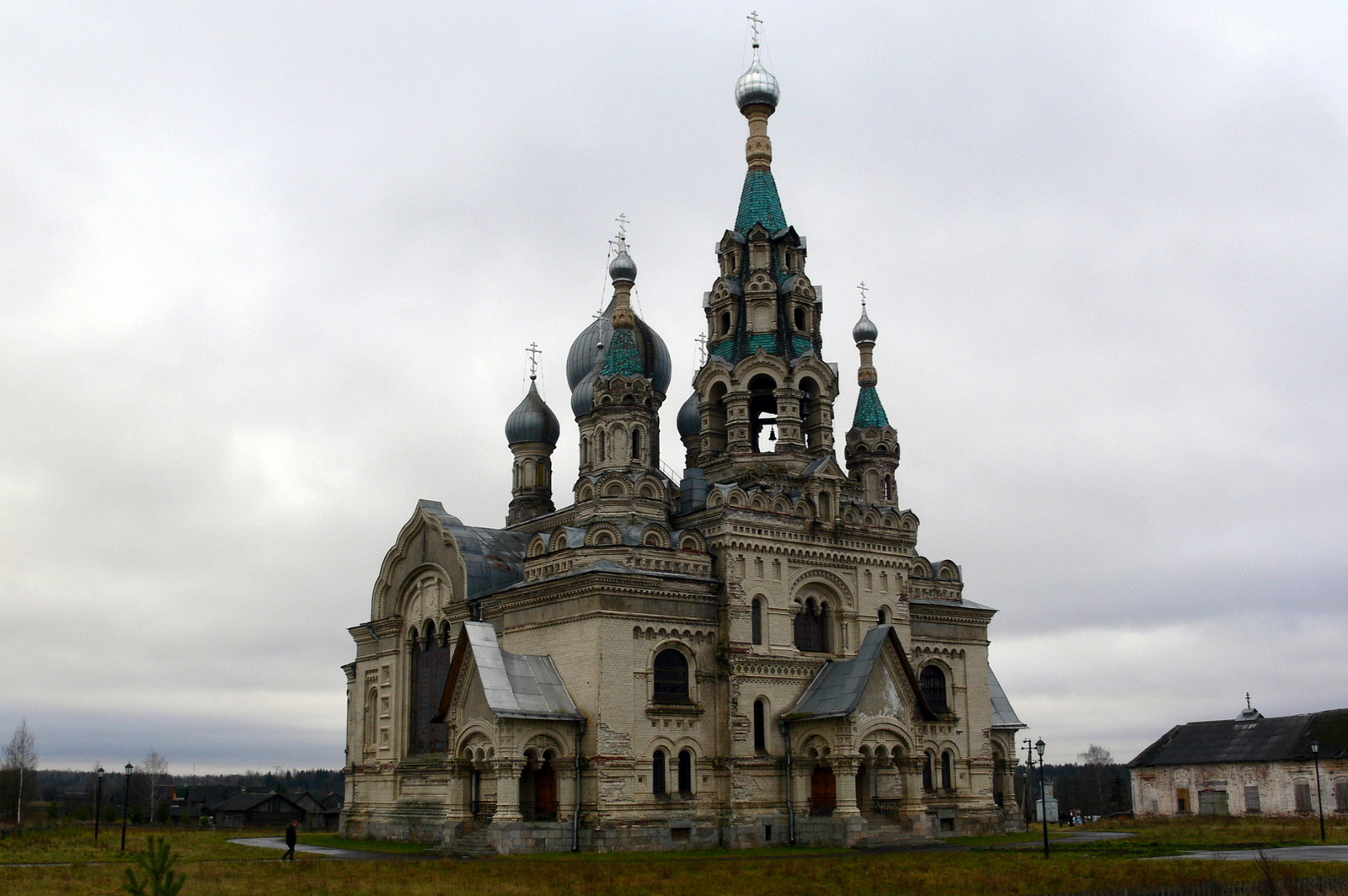
Vue de l'église de Koukoboï en style néorusse.
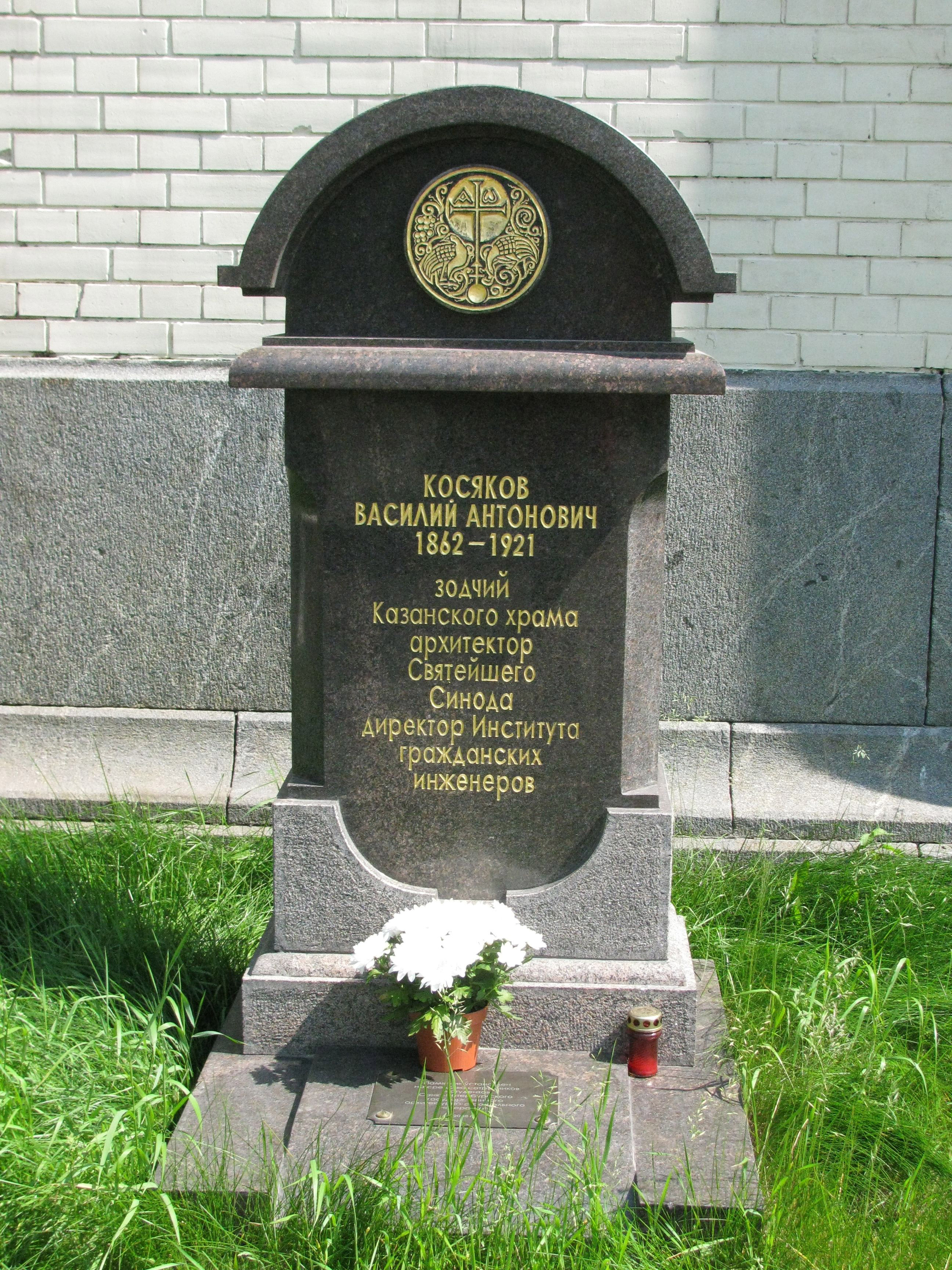
Tombe de Kossiakov au cimetière de Novodiévitchi de Saint-Pétersbourg.

## Source
- (ru) Cet article est partiellement ou en totalité issu de l’article de Wikipédia en russe intitulé « Косяков, Василий Антонович » (voir la liste des auteurs).